# Gèze (métro de Marseille)
Pour les articles homonymes, voir Gèze (homonymie).
Capitaine Gèze (prononcé ʒɛz) est la station terminus nord, de la ligne 2 du métro de Marseille. Elle est située au niveau du 41 avenue Félix Zoccola dans le 15e arrondissement de la cité phocéenne..
Cette station est aussi un pôle d'échanges multimodal desservant le nord de Marseille et comprenant une gare de bus avec une ligne de BHNS, six lignes de bus urbains, ainsi qu'un parking relais de 627 places.

## Situation sur le réseau
Établie à fleur de sol, Capitaine Gèze est la station de la ligne 2 du métro de Marseille Terminus nord, elle est située avant la station Bougainville, en direction de la station terminus sud Sainte-Marguerite - Dromel.
Un tunnel d’arrière-gare avec un petit quai central est visible à l’extrémité nord de la station. Une voie parallèle aux quais permet aux rames hors service de rejoindre le dépôt Zoccola situé à proximité[réf. souhaitée].

## Histoire

### Une longue gestation
Le projet est lancé en 2010, avec un budget de 100 millions d'euros. Initialement prévue pour 2014, puis avril 2015, puis fin 2015,, puis 2017, puis 2018,, l'ouverture est reportée à 2019.
En 2017, la station est prête, mais de nombreux détails restent à travailler. Le premier retard est dû à des fouilles d'archéologie préventive, mais de nombreux problèmes techniques allongent largement les délais de livraison,.

### Mise en service
La station Capitaine Gèze est mise en service le 16 décembre 2019, avec plus de cinq ans de retard,. Elle porte le nom de Capitaine Gèze en raison de sa proximité avec le boulevard du Capitaine-Gèze, dénommé ainsi en mémoire du capitaine Gèze, commandant de la 2e batterie du 67e régiment d'artillerie, mort pour la France le 25 août 1944 lors de la Libération de Marseille. Le nom de Guy Hermier, ancien maire des 15e et 16e arrondissements de Marseille, est également envisagé puis rejeté.

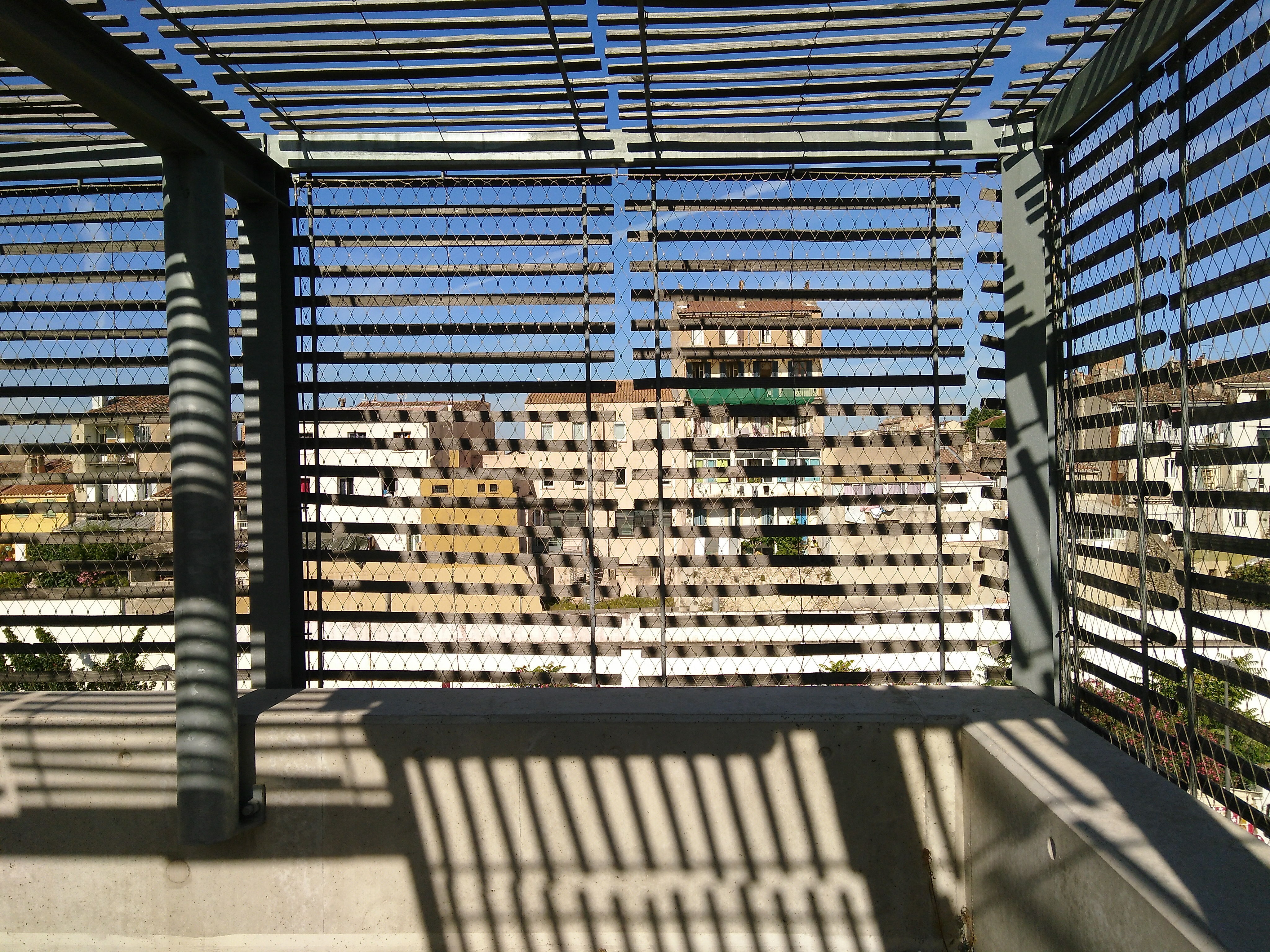
Claustras en châtaignier.

La station est un immense bâtiment de béton ayant une structure poteaux-poutres en façade couvert d’une résille en bois de châtaignier et d’un revêtement anti-graffitis mate et incolore. Le bâtiment comporte au total quatre niveaux dont le premier pour les quais du métro, le deuxième pour l’accès aux quais avec portiques anti-fraude répartis de chaque côté du haut des quais, le troisième pour la gare d’échange et le quatrième pour le parking extérieur qui, lui, occupe une partie du premier et du deuxième en étant reliés au quatrième par des tunnels traversant le terre-plein central de la gare d’échange. La station dispose aussi d’ascenseurs avec un portique anti-fraude pour chacun d’eux au niveau des quais. Les passerelles piétonnes sont recouvertes d’une peau de vitrage translucide en plus des barrières anti-chute. Les quais sont ornés d’un mur de carreaux en grès avec des bancs en pierre. Ils sont recouverts d’une importante baie vitrée anti-chute sur l’étage du dessus. La gare d’échange comporte deux chaussées avec deux voies chacune séparées par un terre-plein central. À l’ouest de la gare d’échange se trouvent des blocs de béton avec des baies vitrées donnant une vue sur les quais du dessous ainsi que des couloirs d’accès aux quais. Sur sa partie extérieure se trouve une aire de retournement pour les autobus avec une vue imprenable sur Marseille[réf. souhaitée].

## Services aux voyageurs

### Accès et accueil
Elle dispose d'automates pour l'achat de titres de transport et d'un Point accueil infos RTM ouvert du lundi au samedi de 6h50 à 19h40.

### Desserte
Le service assuré du lundi au dimanche de 5h à 1h.

### Intermodalité
La station dispose dans son environnement proche d'un abri à vélos et d'un parking relais pour les véhicules de 627 places sur trois niveaux.
À proximité de la station, des arrêts sont desservis par les bus RTM : la gare routière de bus Métro Gèze, lignes        ; les arrêts Gèze Bossy et Oddo Lyon, ligne  (uniquement en soirée); l'arrêt Lyon Cap Pinède, ligne  (uniquement les dimanches).

Installations
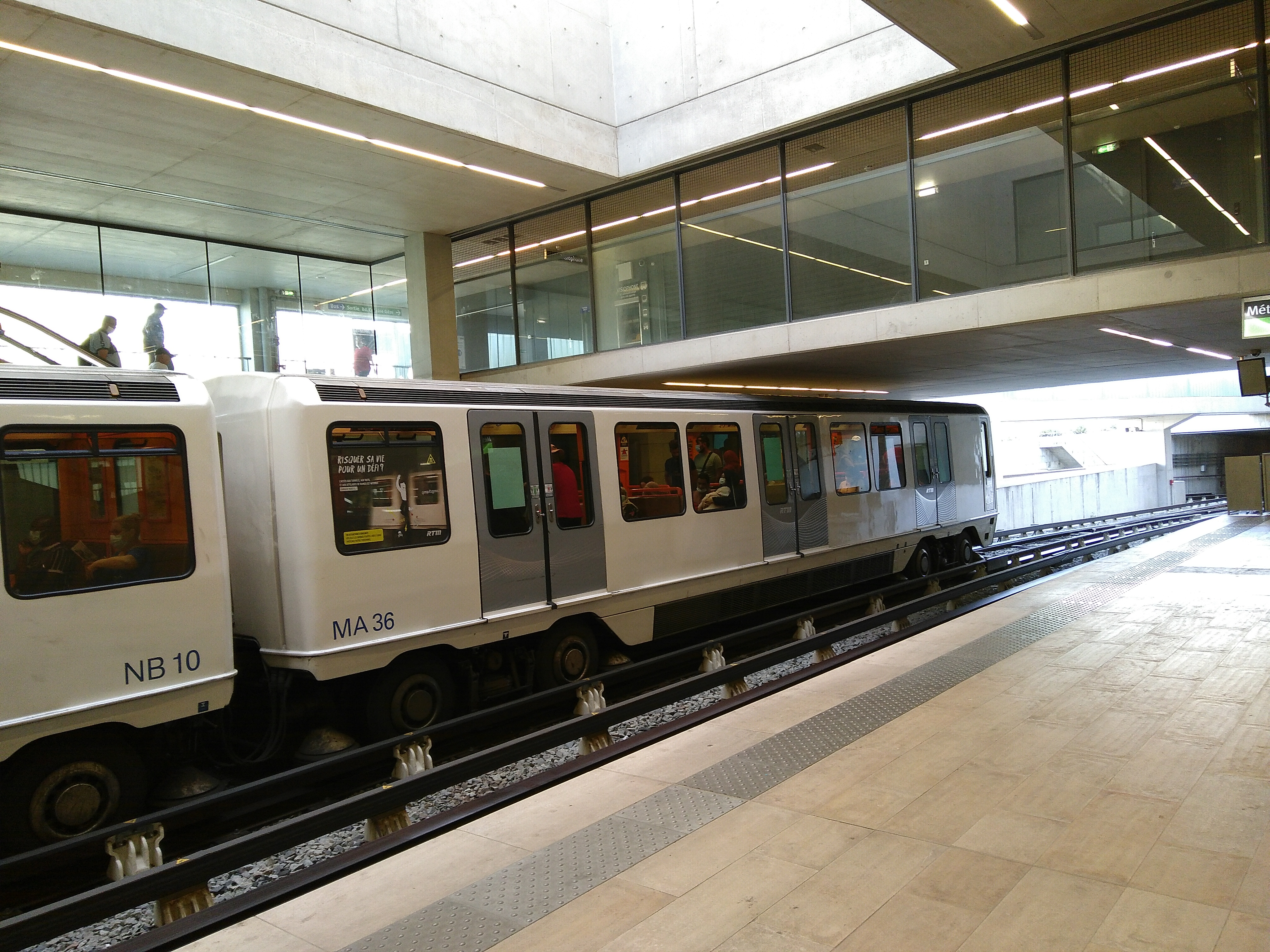
Quai du métro.
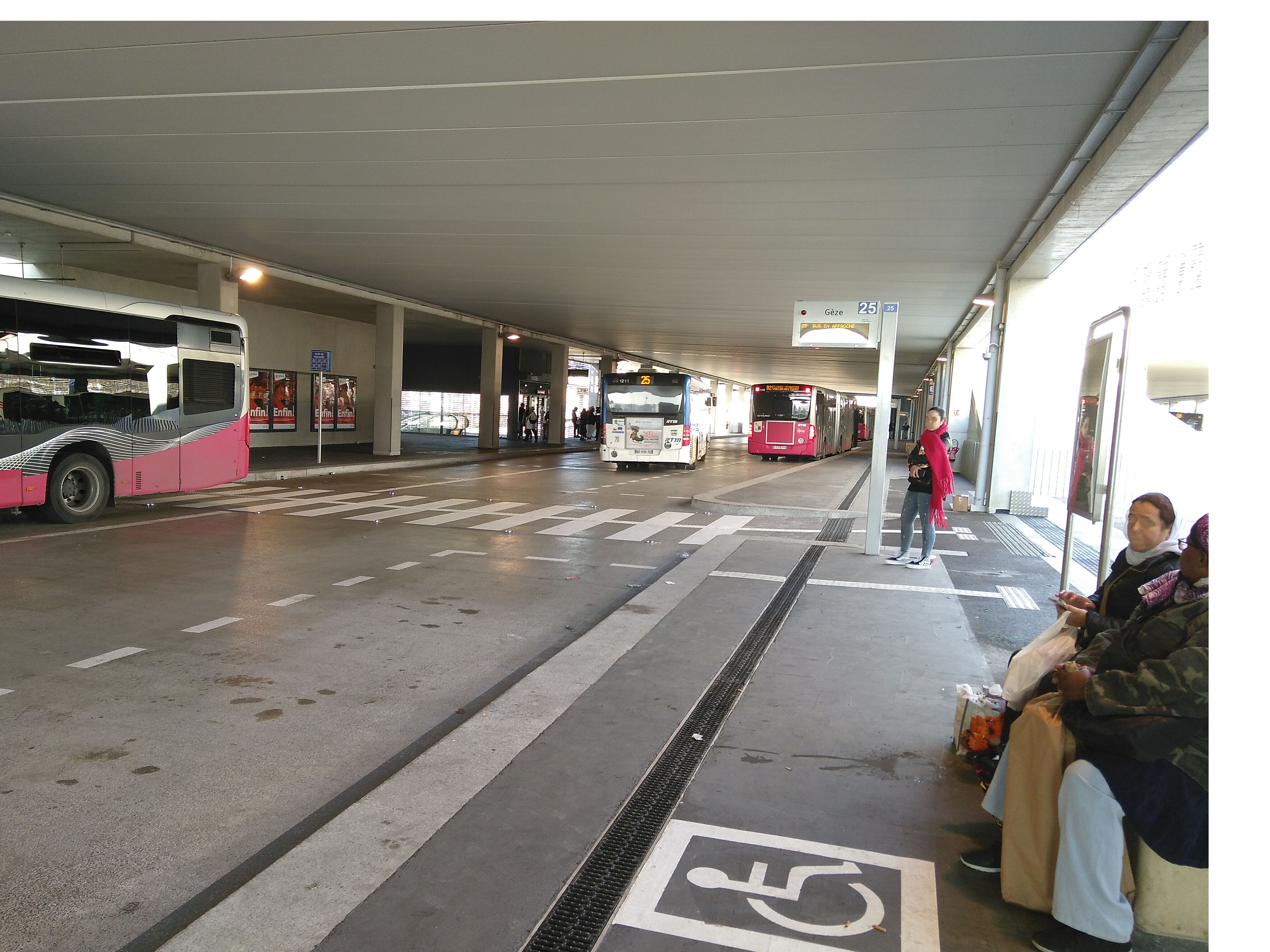
Gare de bus.
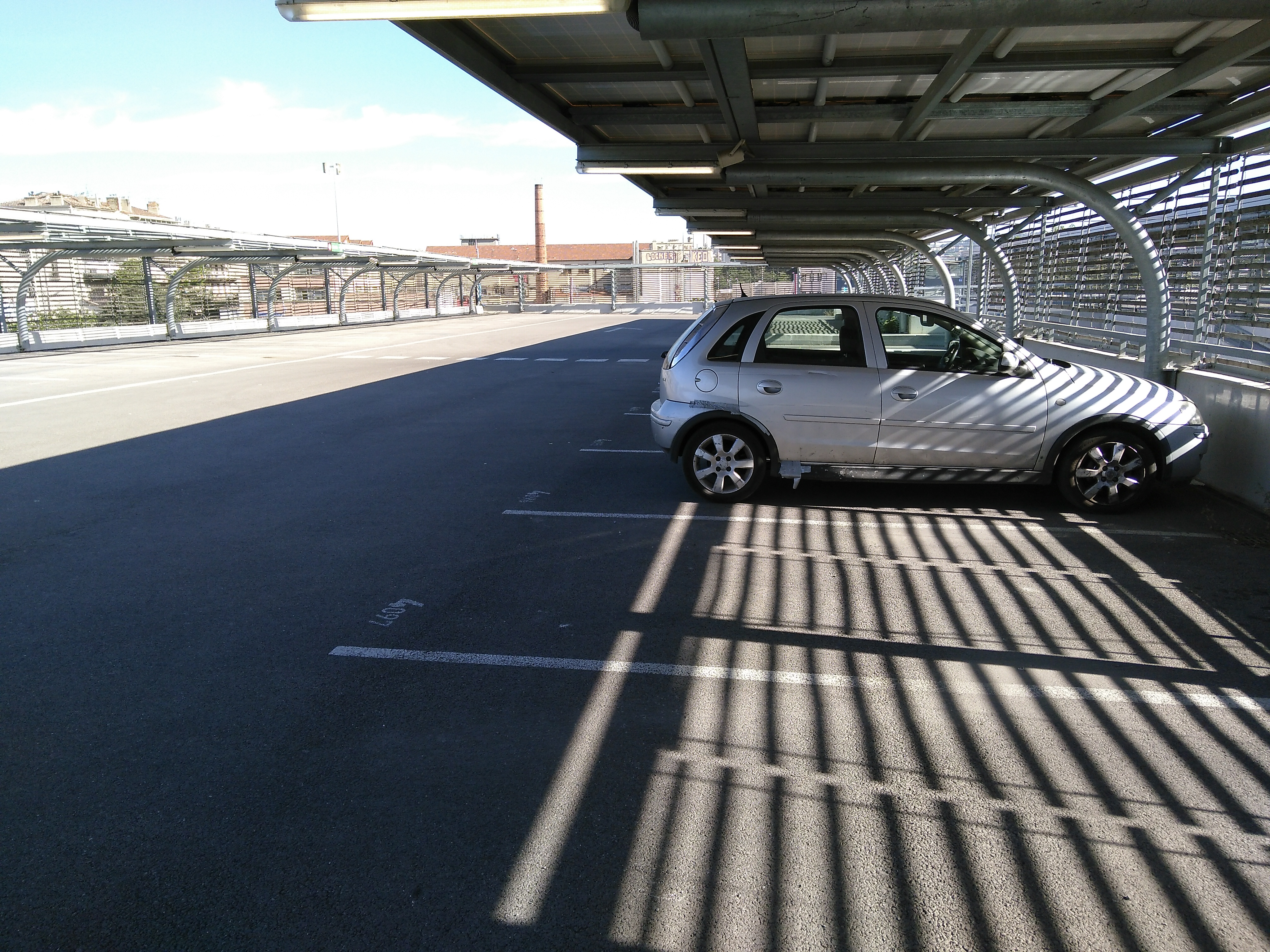
Parking relais.

## À proximité
Elle dessert les quartiers de la Cabucelle et des Arnavaux et complète (avec la station de métro Bougainville ancien terminus de la ligne) la desserte du quartier des Crottes, à moins de 500 mètres du marché aux puces de la Madrague-Ville.

## Projets
Une deuxième ligne de BHNS est programmée, entre le pôle d’échanges Gèze et celui de La Fourragère.